# 舞川みやこ
舞川 みやこ（まいかわ みやこ、2月19日 - ）は、日本の女優、女性歌手。東京都出身。
劇団☆ディアステージの元劇団員で、ディア☆（スターズ）の元メンバー。担当色は白（個人では赤）。
秋葉原ディアステージを退所後、フリーランスとして活動していたが、現在は株式会社ZETT所属。

## 概要
- 2015年に秋葉原ディアステージへ所属。[2]
- 『ディア☆（スターズ）』のメンバーとしてアイドル活動をしつつ、女優業も行っていた。
- 2018年1月27日、ディア☆定期公演「とびだせ！ディア☆～ハローグッバイ！～」にてディア☆を卒業。[3]
- 2018年、春に旗揚げされた劇団☆ディアステージに創立メンバーとして所属。3月に旗揚げ公演を実施。
- 2019年、同劇団員の雛形羽衣とユニット「attrice.(アトリーチェ)」を結成。[4]。
- 2021年8月31日ディアステージを退所。[5]
- ディアステージ退所後はフリーランスとして活動。
- 2022年8月15日より株式会社ZETTに所属。[6]

## 人物
- 女子校育ちで、美大出身。
- 好きな食べ物は辛いもの、餃子、カスタード、フルーツ、ケーキ。
- 好きなおやつランキング1位カルパス、2位ポテチ、3位ジャーキー、4位グミ、5位、柿の種(2023.8現在)
- 某牛丼屋さんの三種のチーズ牛丼とじゃがいもとフライドポテトが死ぬほど好きだが訳あって食べることを禁じている。
- 性格はわりと不器用で、見た目とのギャップが結構ある。女王様を期待されることが多いが、本人曰くSではない。[7]
- 初恋の人は野村萬斎[8]
- 他県へ探訪するほど純喫茶や昭和レトロをこよなく愛している。
- 紅茶のフレグランスが好きで収集。
- 好きな映画は「Disney」「MARVEL」「STAR WARS」「最強のふたり」「グランド・ブダペスト・ホテル」「インセプション」「インターステラー」など。

## ディスコグラフィ

### シングル

#### ソロ
- Dressの呪縛（2016年）作詞 - ささかまリス子 / 作曲・編曲 - フワリ
- バニラ・イノセント（2024年）作詞 - ささかまリス子 / 作曲・編曲 - 鍋谷卓摩

#### attrice.
- 鏡界線（2019年11月）作詞 - 利根川貴之 / 作曲 - 利根川貴之、坂和也 / 編曲 - 坂和也 & Wicky.Recordings
- 凛音（2021年1月）作詞 - 松多壱岱 / 作曲 - 中村純一

### 参加作品
- 小さいグラス（2015年）

作詞・作曲・編曲 - CMJK / 歌 - エンジェルスターズ（ささかまリス子、上花楓裏、キャンディスン、舞川みやこ、思春ももせ）
コンクリート・レボルティオ〜超人幻想〜　挿入歌（第6話、第11話、第13話）
- ゆき模様 恋のもよう

2人組ユニット「Twinkle」（アンナ役：栗生みな、カリーナ役：舞川みやこ）（2018年6月6日 - 10日）
舞台『Wake Up Girls! 〜青葉の軌跡〜』中での限定ユニット

## 出演

### 舞台

#### 2015年
- 石原プロモーションプロデュース「希望のホシ」[9]（2015年10月10日 - 18日、王子・北とぴあつつじホール）- 早坂円香 役

#### 2016年
- LIVEDOGプロデュース「透明少女」[10]（2016年4月9日 - 17日、新宿村LIVE）- teamエメラルド 内田篤子 役
- アリスインプロジェクト「魔銃ドナークロニクル」[11]（2016年9月28日 - 10月2日、品川・六行会ホール）- 坂上桜子 役
- LIVEDOGプロデュース「鬼斬 -the Powerful Performance-」[12]（2016年11月23日 - 27日、新宿・シアターサンモール）- かぐや 役

#### 2017年
- ワイルドハニープロデュース「TERMINAL」[13]（2017年1月18日 - 22日、新宿村LIVE）- 七瀬えり 役
- ASSH「SOUL FLOWER ver.2017」[14]（2017年2月15日 - 19日、新宿村LIVE）- ココロ 役
- オッドエンタテインメント「サイレントメビウス」[15]（2017年3月29日 - 4月2日、新宿・シアターサンモール）- 飛鳥茜 役
- SANETTY Produce「都落ちコンダクターの一振」[16]（2017年5月24日 - 29日、新宿村LIVE）- 松井 役
- 爆走おとな小学生「勇者セイヤンの物語（真）」[17]（2017年7月26日 - 30日、CBGKシブゲキ!!）- 4面のボス 役
- アリスインプロジェクト「バックイン・ミレニアム」[18]（2017年8月9日 - 16日、新宿村LIVE）- 大河内翼 役
- オッドエンタテインメント「まじかるすいーと プリズム・ナナ　ザ・スターリーステージ」[19]（2017年9月13日 - 18日、サンシャイン劇場）- 鈴 役
- アリスインプロジェクト「アリスインデッドリースクール・ノクターン」[20]（2017年10月4日 - 9日、新宿村LIVE）- 紅島弓矢 役
- MODS #01「さらばセイシュンの光」（2017年11月22日 - 27日、犀の穴）[21]

#### 2018年
- アリスインプロジェクト「ゼロヨンヨンの終電車2018」[22]（2018年1月11日 - 14日、新宿村LIVE）- 海老名凌 役
- 音楽劇 ヨルハ Ver1.2[23]（2018年2月9日 - 13日、シアター1010、全8公演）- 司令官ホワイト 役
- 劇団☆ディアステージ 第一回旗揚げ公演「殺し屋と悪魔」[24]（2018年3月9日 - 11日、R'sアートコート 新大久保）- 殺し屋 役
- ベニバラ兎団 Vol.23「ICE CREAM GOOD BY 2」[25]（2018年3月28日 - 4月1日、池袋BIG TREE THEATER）- レジン 役
- オッドエンタテインメント Presents 舞台「Wake Up Girls! 〜青葉の軌跡〜」[26]（2018年6月6日 - 10日、財団法人草月会 草月ホール）- カリーナ 役
- @emotion presents Expression vol.8 茶「Mad Journey」[27]（2018年7月1日 - 8日、築地本願寺ブディストホール）- 羅刹女 役
- MODS #02「ハートに火をつけて」[28]（2018年7月18日 - 22日、犀の穴）
- ゲキジョウ！アトラクティブシアターVol.2「スターダスト・インフェルノ～Destroy the earth～」[29]（2018年8月8日 - 12日、萬劇場）- エリサ 役
- アリスインプロジェクト「最果ての星～アリスインデッドリースクール外伝～」[30]（2018年8月23日 - 9月2日、新宿村LIVE）- 吉川美知子 役（ゲスト出演）
- 劇団☆ディアステージ 第二回公演「コロちゃんと悪魔」[31]（2018年8月31日 - 9月2日、R'sアートコート 新大久保）- コロちゃん 役
- 劇団6番シード 25周年記念公演第2弾 / 第66回公演「傭兵ども！砂漠を走れ！」[32]（2018年9月20日 - 30日、新宿村LIVE）- ピンハネ 役
- ベニバラ兎団 Recitation drama ～ vol.１～「パンプキン・ポット・マジック」[33]（2018年10月17日 - 21日、コフレリオ新宿シアター）- アスカ 役
- 君死ニタマフ事ナカレ零_改[34]（2018年11月29日 - 12月9日、CBGKシブゲキ!!） - 赤柱 役
- アリスインプロジェクト アドリブ心理劇「ドナーイレブン」[35]（2018年12月19日〜30日、劇場 KASSAI） - アルベルタ・アーベンシュタイン 役

#### 2019年
- アリスインプロジェクト×劇団☆ディアステージ 舞台「悪魔inデッドリースクール」[36]（2019年1月16日 - 20日、コフレリオ新宿シアター）- 石幡サキ 役
- 舞台「プロジェクト東京ドールズ」[37]（2019年2月27日 - 3月10日、新宿村LIVE）- シオリ 役
- ベニバラ兎団 vol.25「ICE CREAM GOOD BYE -完結篇-」[38]（2019年4月3日 - 7日、新宿村LIVE）- レジン 役
- 劇団☆ディアステージ×トキヲイキル コラボ公演 「四月の霊」[39]（2019年4月25日 - 5月26日、R'sアートコート 新大久保/ぽんプラザホール）- 神崎ミサキ 役
- ベニバラ兎団 Selection Theater -Extra edition- 「リリアン」[40]（2019年5月4日、四谷天窓）
- 舞台「脳漿炸裂ガール 〜人間動物園〜」supported by 青山メインランド[41]（2019年7月11日 - 15日、六行会ホール）- 脳漿炸裂ガール 役
- UDA☆MAP Vol.8「紙風☆スクレイパー」[42]（2019年8月21日 - 28日、池袋シアターKASSAI）- 儒勢 役
- 劇団☆ディアステージExtra「マジカル・リバース・ワールド2019」[43]（2019年9月26日 - 10月2日、川崎ラゾーナプラザソル）- 騎士団長コルハ／小泉晴子 役
- 劇団6番シード 第69回公演「なまくら刀と瓦版屋の娘」[44]（2019年11月6日 - 10日、中野テアトルBONBON）- 楚々 役
- LIVEDOG GIRLS「レディ・ア・ゴーゴー!! 2019」（2019年12月7日 - 15日、新宿村LIVE）- ベルゼ 役
- ベニバラ兎団 vol.26「追憶SUNSETLOOP」[45]（2019年12月25日 - 29日、中目黒キンケロシアター）

#### 2020年
- ベニバラ兎団 Produce Theater #21「ワタシの好きなぼうりょく」[46]（2020年1月15日 - 16日、四谷天窓）- 岩国みさこ 役
- 舞台「Cutie Honey Emotional」[47]（2020年2月6日 - 9日、サンシャイン劇場）- パンサーゾラ 役
- LIVEDOGプロデュース「どのくらいエフェクト」[48] （2020年3月4日 - 8日、新宿村LIVE）- 天野結衣子 役
- カラスカ短編 DVD「全国ウーマンパワー選手権」[49]（2020年8月20日、ツイキャスによる生放送）- 白鳥桜 役
- カラスカ短編 DVD「ドラマティックレボリューション」[50]（2020年8月22日、ツイキャスによる生放送）- 安藤成美 役
- 舞台「キューティーハニー The Live〜秋の文化祭〜」[51]（2020年9月30日 - 10月4日、シアター1010） - パンサーゾラ 役
- 劇団☆ディアステージ×CYNHN 音楽朗読劇『えんとつ町のプペル』(DSオータムフェス)[52]（2020年11月7日 - 8日、R'sアートコート）語り部 役
- 舞台「左ききのエレン 〜横浜のバスキア篇〜」[53]（2020年11月25日 - 29日（新型コロナウィルス感染症の流行の影響で中止になった2020年4月の振替）、横浜市泉区民文化センター テアトルフォンテ ホール）- 加藤さゆり 役

#### 2021年
- 舞台「左ききのエレン 〜バンクシーのゲーム篇〜」（2021年1月19日 - 24日、六行会ホール）- 加藤さゆり 役
- 舞台「プロジェクト東京ドールズ THE GARDEN ／ SKY TOWER」（2021年2月20日 - 28日（新型コロナウィルス感染症の流行の影響で中止になった2020年4月-5月の振替）、シアター1010）- シオリ 役
- SHIROKURO STAGE「爆剣 ～幕府御前試合～」[54]（2021年3月24日 - 31日、渋谷・CBGK！シブゲキ）- 佐々木セツ 役
- 舞台「キューティーハニー Climax」[55]（2021年6月17日 - 20日、シアター1010）- パンサーゾラ 役
- Soft  Boiled Theater-「カルテットルーム」[56]（2021年10月20日 - 24日、中目黒キンケロ・シアター） - 近藤しおり 役

#### 2022年
- 劇団ディアステージ第5回公演 舞台「笑女A」[57]（2022年9月7日 - 11日、シアターKASSAI） - じゃないほうの美優 役
- LiminaL朗読劇「星座になれなかった少女」[58]（2022年10月23日、新宿ガルバホール） - 語り部 役
- 朗読劇「昭和の恋人たち」[59]（2022年12月26日 - 29日、南青山MANDALA） -

#### 2023年
- feather stage『ゼロヨンヨンの終電車2023』[60]（2023年1月25日 - 29日、シアターKASSAI） -  海老名凌 役
- ENG第17回公演 missing〜混血のハッシュタグ〜『私は刻む。私だけの、私の道を。』[61]（2023年3月8日 - 12日、六行会ホール） - 钟静慧(ヂョン チンフエ) 役
- ZETT Reading Bouquet「Dreaming Lily♡」[62]（2023年4月16日、MsmileBOX渋谷） - ヒビノサキ ／ 他 役
- Lily Project 第1弾公演 アサルトリリィ×私立ルドビコ女学院『シュベスターの祈り』[63]（2023年5月18日 - 21日、シアターサンモール） -  泉・ローザ・莉奈 役
- 劇団ディアステージ第7回公演・旗揚げ5周年記念興行 舞台『トラブルメーカーｗｗｗ2〜隣の星は青く見える〜』[64]（2023年7月5日 - 9日、築地本願寺ブディストホール） -  宇田川宙 役
- 松本プロデュースVol.2「ザ・コメディショーSecond」[65]（2023年8月25日 - 27日、全5公演、下北沢亭） - 「いきなりメインディッシュ：ソムリエ」｢鬼畜！ダンスレッスン！：奥野細美｣ ｢落語風演劇~柳の下に~：幽霊｣｢ロキソニンフラペチーノ：松下幸子｣｢保健室のジョージ：ルイ先生｣ 役
- 劇団6番シード結成３０周年記念公演第二弾「屋根裏のバーニャカウダー」[66]（2023年10月25日 - 29日、全8公演、新宿シアタートップス） -  安藤のん 役
- 降臨SOUL製作委員会 舞台『降臨SOUL』[67]（2023年11月23日 - 12月3日、全14公演、中目黒キンケロシアター） -  織田信長 役

#### 2024年
- ボクラ団社主催公演 舞台『OVER SMILE 2024』[68]（2024年3月1日 - 3月10日、全13公演、あうるすぽっと） - ミヤビ 役
- ENG10周年記念公演第二弾『Rock in the 本能寺』[69]（2024年5月22日 - 5月26日、全8公演、六行会ホール） - 帰蝶 役
- スタジオケーズ×カラスカ 舞台『ネーチャンズ☆2024』[70]（2024年6月19日 - 6月23日、全8公演、六行会ホール）（6月22日マチネソワレゲスト出演） - 槇原千明 役
- UDA☆MAP vol.13『魁☆パラダイムシフト』[71]（2024年7月3日 - 7月7日、全7公演、萬劇場）（7月7日ゲスト出演） -  役
- 舞台『アサルトリリィ・御台場女学校』-The Snowdrop-[72]（2024年8月1日 - 8月11日、全11公演、紀伊国屋サザンシアター TAKASHIMAYA） - アキラ・ブラントン 役
- ENG第21回公演 『missing〜ドラゴンズ・バックへの歩調〜』（2023年3月8日 - 12日、六行会ホール） - 钟静慧(ヂョン・チンフエ) 役
- Girls Live Action「降臨SOUL〜風燐火斬〜」[73]（2024年9月25日 - 9月29日、全9公演、六行会ホール） - 織田信長 役
- 朗読劇『キミに贈る朗読会 ピグミーシーホース』（2024年10月26日 - 27日、MsmileBOX渋谷）- 佐藤霞美 役[74]
- SHIROKURO STAGE「爆剣 ～帝国幻想兵団～」*（2024年12月19日 - 23日、全9公演、渋谷・CBGK！シブゲキ）- 佐々木セツ 役

#### 2025年
- Girls Live Action「降臨SOUL～是非ニ及バズ～」[75]（2025年5月21日 - 25日、全9公演、六行会ホール） - 織田信長 役
- 舞台「アサルトリリィ」-眞說・御台場迎撃戦-[76]（2025年9月20日 - 25日、全9公演、シアター1010） - アキラ・ブラントン 役

### 映画

#### 2017年
- アリスインデッドリースクール・アジタート （2017年10月30日 - 11月5日、コフレリオ新宿）- 紅島弓矢 役

#### 2018年
- ミッドナイト・バス[77]（2018年1月27日）- 植田絵里花 役

#### 2020年
- 映画「現代怪奇百物語 弐之章」[78]（8月8日 — 8月9日、渋谷ユーロライブ）- 湊千香子 役

#### 2021年
- 映画「現代怪奇百物語 肆之章」[79]（7月3日、7月17日、渋谷ユーロライブ）- 藤堂奈留美 役

#### 2022年
- 映画「カルマカルト～Karma Cult～」(元・現代怪奇百物語 肆之章より改題し再上映)[80]（4月1日 ‐ 4月14日、シネ・リーブル池袋）（8月6日 — 8月7日、目黒シネマ）- 藤堂奈留美 役

### ドラマ

#### 2023年
- 「私がヒモを飼うなんて」（2023年4月11日 、TBS）第3話「傘と香水とジャズクラブの夜」- 記者 役

### アニメ

#### 2024年
- 「NieR:Automata Ver1.1a第2クール」（2024年7月5日 - TOKYO MXほか）- 一号 役

### イベント

#### 2018年
- RaBO poroduce vol.10 涙活プロジェクト「朗読会 〜春涙〜」[81]（2018年4月7日 - 8日、しもきたドーン）
- 人狼カフェ美人娘[82]（2018年4月14日）
- 〜 AUTUMN GIRLS TALK LIVE 〜下北沢女優陣秋話祭[83]（2018年11月5日、Half Moon Hall - 下北沢）
- おおきゆりね自主企画「おおきゆりねと過ごすセンチメンタルクリスマスパーティー ～アコースティックでしっとり過ごすクリスマスイヴ～」[84]（2018年12月24日、下北沢 monarecords）

#### 2019年
- MiyakoMaikawa Birthday tea party 『 喫茶miao 』[85]（2019年2月24日、HANDS EXPO CAFE）
- session vol.4[86]（2019年4月21日、赤坂チャンスシアター）
- たぬきゅん＆キティのズッ友♡Forever☆ [87] (2019年6月22日、サンリオピューロランド）
- 喫茶miao × AWAJICAFE [88] (2019年10月13日 - 14日、AWAJI Cafe and Gallery）
- マジカルリバースワールド2019・COSTUME EXHIBITION [89] (2019年11月11日 - 23日、AWAJI Cafe and Gallery）
- project by gekichap 役者100人展［役者100人の秘密展］[90]（2019年12月24日 - 29日、渋谷ギャラリールデコ）
- session vol.8[91]（2019年12月30日、大塚ドリームシアター）

#### 2020年
- 舞川みやこ生誕祭『HOTEL MIAO TOKYO』[92]（2020年2月22日、大久保R’sアートコート）
- まけんグミTHE☆TV WALLOP「西葉瑞希のひとりでできない！？もん！」[93]（2020年3月21日、WALLOP放送局3F）
- 劇団☆ディアステージ オンラインフェス『夏の終わりのハーモニー』[94]（2020年8月23日、ZAIKOライブにて生配信）
- 舞台『キューティーハニー The Live 秋の文化祭!!!』[95]（2020年9月30日 - 10月4日、シアター1010）
- 図ったん×ひょったん vol.1[96]（2020年10月18日、大塚ドリームシアター）
- session vol.13 [97]（2020年12月20日、アトリエファンファーレ高円寺）

#### 2021年
- 図ったん×ひょったん vol.4[98]（2021年4月18日、本所地域プラザ BIGG SHIP）
- 図ったん×ひょったん vol.5[99]（2021年6月6日、新宿文化センター 小ホール）
- 図ったん×ひょったん vol.6[100]（2021年10月16日 - 17日、四谷三丁目ドリームシアター）
- MiAO CLUB オフイベント[101]（2021年10月24日、中目黒(FC会員のみに通知)）

#### 2022年
- 舞川みやこ生誕イベント「喫茶ニューミヤコ」[102]（2022年6月26日 - 27日）
- ディズニーオフイベント[103]（2022年7月19日 - 20日、舞浜(2022生誕イベントにて権利取得者のみ参加権)）
- ラミプロレディオ 公開録音[104]（2022年8月06日、エムズカンティーナ）
- 映画『カルマカルト』舞台挨拶・トークショー[105]（2022年8月06日、目黒シネマ）
- 雛形羽衣生誕祭2022「奇奇怪怪」[106]（2022年8月21日、下北沢・ADLIFT）
- まけんグミTHE☆TV WALLOP「西葉瑞希のひとりでできない！？もん！」[107]（2022年8月27日、WALLOP放送局3F）
- 胡桃沢まひる生誕祭2022[108]（2022年12月10日、秋葉原ディアステージ）
- ういみやこクリスマスパーティー2022[109]（2022年12月25日、Roppongi BAR Rouage）

#### 2023年
- dramatic acceleration miyako maikawa birthday 2023[110]（2023年2月19日、日本橋PACMAN）
- な・か・い・ちゃん[111]（2023年4月1日、北池袋 新生館シアター）
- 喫茶miao〜生誕打ち上げ編〜[112]（2023年4月2日、Cafe & Gallery ホシノテレカ）
- session vol.24[113]（2023年4月8日、MUSEモード音楽学院本館）
- Lily Project 第1弾公演 アサルトリリィ×私立ルドビコ女学院「シュベスターの祈り」トークショー[114]（2023年5月27日、LOFT9 shibuya） -  泉・ローザ・莉奈 役
- #ういみやこ妄想バスツアーファンミーティング❤️〜いちご狩り編〜[115]（2023年6月4日、Cafe & Gallery ホシノテレカ）
- 喫茶miao×Palette〜舞川みやこ1日店長イベント〜[116]（2023年6月5日、Cafe ＆ Bar Palette）
- 【チームZETT×ヴィレッジヴァンガード】～コラボグッズ購入者対象、抽選特典キャンペーン チームZETTサイン会 [117]（2023年7月14日、	ヴィレッジヴァンガード下北沢店イベントスペース）
- wakku-luck 第4回「心を感じる空間演出」 [118]（2023年7月22日、	KFC Hall ＆ Rooms [Room115]）
- ブタイウラ放送局 #1[119]（2023年7月23日、	WALLOP放送局）
- 喫茶miao × Plink~舞川みやこ 1日店長イベント~[120]（2023年8月19日、	EventCafe Plink）
- APPスペシャルイベント【SECRET PROGRAM】[121]（2023年9月1日、 BravePoint新宿店）
- 喫茶miao × Palette HALLOWEEN PARTY[122]（2023年10月30日、Café & Bar Palette）
- 『あすまいフェスvol.9〜あすまい学園&あす

ぴー生誕祭〜』（2023年11月12日、ステージカフェ下北沢亭）
- 喫茶miao×ホシノテレカ『おつかれさま会』[124]（2023年12月4日、Cafe & Gallery ホシノテレカ）
- ブタイウラ放送局 #4[125]（2023年12月10日、WALLOP放送局）
- ういみやこクリスマス会&忘年会〜ラストサンタ？！〜[126]（2023年12月28日、エビスSTARバー）
- Kumagai Chika Birth Anniversary Live[127]（2023年12月29日、代々木ミューズホール本館）

#### 2024年
- MIYAKOMAIKAWA BIRTHDAY 2024[128]（2024年02月24日、代々木ミューズホール本館）
- ボクラ団社×T-gene合同企画『ボクジェネ vol.3』[129]（2024年03月17日、MUSEモード音楽学院本館）
- 舞台『降臨SOUL』記録動画上映会〜下鬼多降臨〜 [130]（2024年03月22日-23日、全3上映、ステージカフェ下北沢亭）（3上映出演）
- さえぱ～おたんじょうび会2024～[131]（2024年4月14日、2部制、シアターマーキュリー新宿）（第一部ゲスト出演）
- 喫茶miao×ホシノテレカ～ゆっくり、聞かせてくれない？20人きりで～ [132]（2024年04月27日、Cafe & Gallery ホシノテレカ）
- ブタイウラ放送局 #7[133]（2024年5月3日、WALLOP放送局）
- わんわん大集合2024~黒木美紗子生誕祭イベント2024~[134]（2024年6月29日-30日、全4公演、6月29日マチソワゲスト出演、 新中野ワニズホール）